# Фрунзенське (Чечня)
Фрунзенське (рос. Фрунзенское) — село у Наурському районі Чечні Російської Федерації.
Населення становить 1522 особи. Входить до складу муніципального утворення Фрунзенське сільське поселення.

## Історія
Згідно із законом від 14 липня 2008 року органом місцевого самоврядування є Фрунзенське сільське поселення.

## Населення
| 1990  | 2002  | 2010  | 2012  | 2013  | 2014  | 2015  |
| ----- | ----- | ----- | ----- | ----- | ----- | ----- |
| 1120  | ↗1263 | ↗1415 | ↗1431 | ↗1462 | ↗1481 | ↗1503 |
| 2016  | 2017  | 2018  | 2019  |       |       |       |
| ↗1506 | ↗1512 | ↘1509 | ↗1522 |       |       |       |